# Maisons du Monde
Maisons du Monde is een Frans meubel- en woningdecoratiebedrijf dat in 1996 in Brest werd opgericht door Xavier Marie. Eind 2015 had het bedrijf bijna 250 winkels in Frankrijk, Italië, Spanje, Luxemburg, België, Duitsland en Zwitserland, waarvan meer dan 180 in Frankrijk. In 2010 genereerde het bedrijf een omzet van bijna € 323 miljoen. In 2015 waren er ruim 5.500 mensen werkzaam.

## Geschiedenis
In 2006 lanceerde Maisons du Monde haar online winkel en bood haar volledige catalogus met meubels en een groot deel van haar decoratievoorwerpen aan. Begin dat jaar publiceerde Maisons du Monde een catalogus waarin de nieuwe collectie werd gepresenteerd.
Het Amerikaanse bedrijf Bain Capital kocht in 2013 een 80-procentsbelang in de groep Maisons du Monde voor € 680 miljoen.
In 2015 behaalde het bedrijf een omzet van € 699 miljoen, waarvan € 460 miljoen in Frankrijk.
In februari 2016 kregen twee Amerikaanse banken – Goldman Sachs en Citigroup – de opdracht om een beursgang voor te bereiden. 
In 2018 opende Maisons du Monde haar eerste winkel in de Verenigde Staten, gevestigd in Wynwood, Florida. In 2019 opende Maisons du Monde een nieuwe winkel in Aventura Mall, het op twee na grootste winkelcentrum in de Verenigde Staten. 
In 2020 werd Maisons du Monde getroffen door de Covid-19-crisis, maar wist zich boven verwachting staande te houden. Van januari tot juni daalde de omzet met 13,3% tot € 489 miljoen. Niettemin zal begin 2021 een tweede magazijn worden geopend nabij de haven van Le Havre om goederen uit Azië te ontvangen.

## Aantal winkels
De keten heeft 265 winkels in Europa, waarvan:
- Frankrijk: 193 winkels
- Italië: 30 winkels
- Luxemburg en België: 16 winkels
- Spanje: 12 winkels
- Duitsland: 8 winkels
- Verenigd Koninkrijk: 4 winkels (in Birmingham, Londen, Manchester en Leicester) (tot 25 mei 2023 toen Maisons du Monde haar activiteiten in het Verenigd Koninkrijk gestaakt.)
- Zwitserland: 3 winkels.

In de Verenigde Staten heeft de keten 2 winkels. 
Het merk wordt online verkocht in de Verenigde Staten, Duitsland, het Verenigd Koninkrijk, Portugal, Nederland en Oostenrijk.